# Celia Correa Luna
Celia Correa Luna (Montevideo, 28 de febrero de 1908 - 9 de mayo de 1981) fue una compositora musical, pianista y docente uruguaya.

## Biografía
Comenzó sus estudios musicales en París con Clementina Montal y Paul Brand, completando su formación como compositora en Montevideo con Tomás Múgica y Ángel Turriziani.
Ejerció la docencia en la enseñanza secundaria; también dirigió coros infantiles en el Colegio Clara Jackson de Heber. Escribió la música para muchos poemas de autores uruguayos y extranjeros, como Juana de Ibarbourou o Gabriela Mistral.
Fue premiada en diversas ocasiones por el entonces Ministerio de Instrucción Pública, la Asociación de Músicos Argentinos y Agadu. Además de componer, dio numerosos recitales como pianista en Buenos Aires y Montevideo.
Una calle en la ciudad de Montevideo la recuerda y homenajea.

## Obras
- Dame la mano con texto de Gabriela Mistral.
- Estilo, con texto de Juana de Ibarbourou.
- Canción de cuna, con texto de Walter Correa Luna.

- No sé que tiene mi mano?, dúo en la comedia lírica Lidel.

- Bajo la luz de Febea, con letra de Enrique G. Lobo.

- Suite Momentos Infantiles, ballet.
- Pasar por la rivera.
- Ronda Catonga.
- Guitarra de los negros.
- Canción bruja, para violín y piano.
- Artigas, poema sinfónico coral.
- La fiesta de la Vendimia, para coros de dos y tres voces.
- La Pasión de Cristo.

## Premios
- Ministerio de Instrucción Pública por el Suite Momentos Infantiles.
- Diploma de Honor. Asociación de Músicos Argentinos.